# Radaufhängung

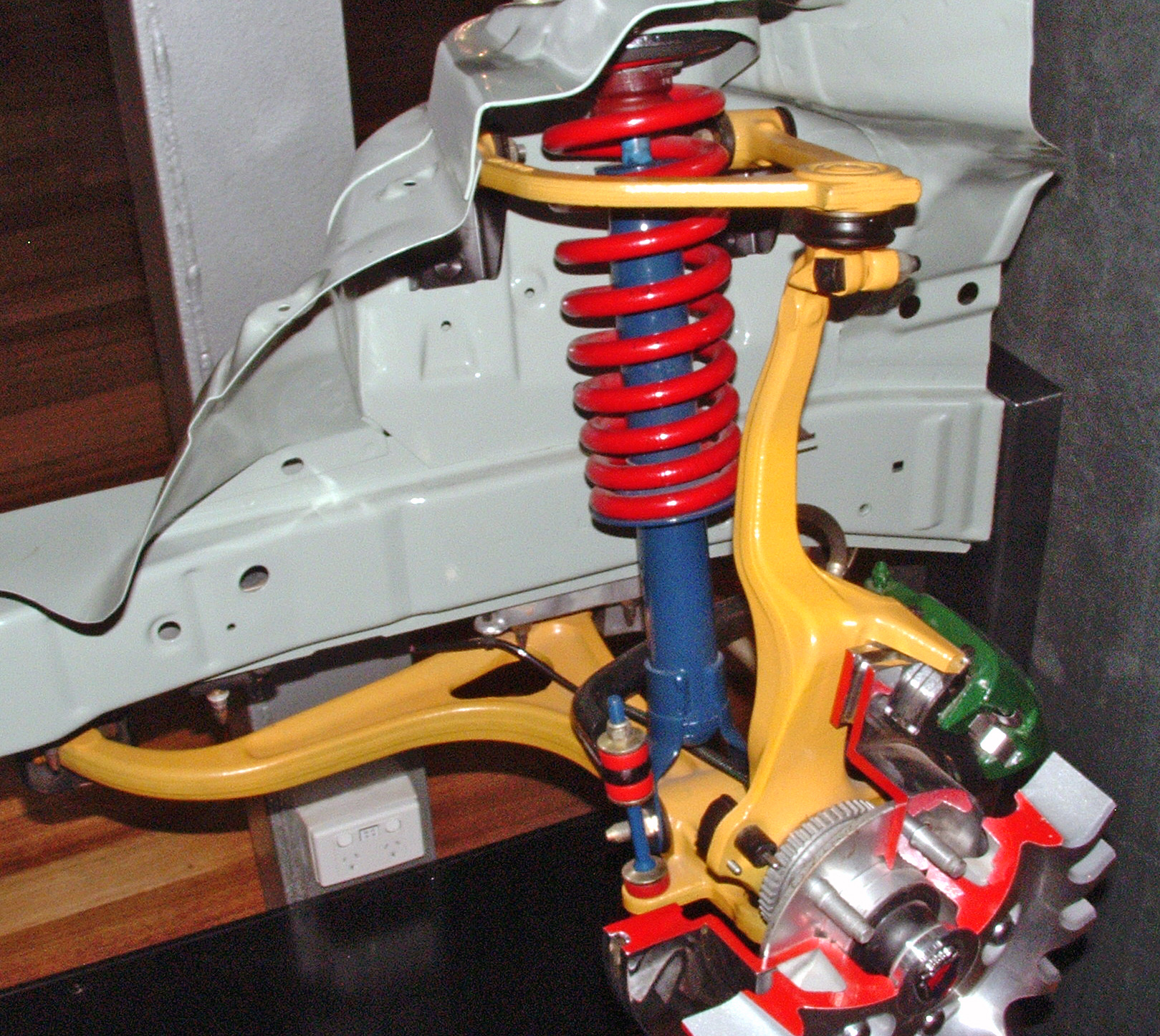
Doppelquerlenker-Aufhängung des linken Vorderrads
gelbe Teile: unterer und oberer Querlenker, verbunden durch den Radträger

Die Radaufhängung oder Radführung ist die bewegliche „Verbindung zwischen Fahrzeugkörper und dem Rade“. Sie enthält Führungselemente, die die Räder auf vorgegebenen, nahezu senkrecht stehenden Bahnen gegenüber dem Fahrzeugkörper leiten und überträgt die zwischen Fahrbahn und Reifen wirkenden Kräfte (Radlasten, Antriebs-, Brems- und Seitenkräfte). Durch geeignete Ausführung der Radführungsgeometrie und der Federung ist es möglich, unerwünschte Nebenerscheinungen dieser Kräfte wie Nick- und Wank-Bewegungen des Fahrzeugkörpers zu mildern. Umgekehrt beeinflusst die Radstellung auch die Reifenkräfte, so dass auch das Eigenlenkverhalten positiv beeinflusst werden kann.
Bauformen sind: Einzelradaufhängungen (nebenstehende Abbildung), Starrachsen und Verbundachsen. Die Bauteile der Radaufhängung zählen zum Fahrwerk eines Fahrzeugs. Die Gestaltung der Radaufhängung ist ein wesentlicher Teil der Fahrzeugtechnik.

## Allgemein
Die Radaufhängungen sollen ein sicheres Fahrverhalten gewährleisten und Einbußen beim Fahrkomfort infolge Fahrbahnunebenheiten mildern (den Fahrzeugaufbau abklingend schwingen lassen und Geräuschübertragung dämpfen). Dazu müssen sie:
- die Räder bei Stößen elastisch nachgebend (Federung) führen, ohne die Fahrwerkgeometrie merklich zu verändern und dabei einen möglichst langen Federweg haben,
- Schwingungen dämpfen,
- Lenkbewegungen weiterleiten,
- möglichst leicht sein (kleine ungefederte Masse)

Da sich die Anforderungen teilweise widersprechen, sind Bauart und Abstimmung stets ein Kompromiss.
Zur Radaufhängung gehören: Radträger (Achsschenkel oder durchgehender Achskörper), Lenker und Gelenke. Zu den immer beteiligten Federn und Stoßdämpfern: siehe Federung (Fahrzeug).

## Freiheitsgrad der Radführungen
Die Räder eines Fahrzeugs folgen den Fahrbahnunebenheiten. Der Aufbau sollte davon weitgehend abgekoppelt sein oder Hub-, Nick- und Wankbewegungen ausführen können. Jedes  Rad benötigt daher einen Freiheitsgrad überwiegend in Vertikalrichtung des Fahrzeugs. Bei einer Einzelradaufhängung ist das erfüllt, denn sie ist ein Mechanismus mit einem Freiheitsgrad. Bei einer Starrachse sind die beiden Räder der Achse auf einer gemeinsamen Achsbrücke angeordnet. Eine kinematisch exakte Starrachsführung muss daher zwei Freiheitsgrade aufweisen. Dies lässt sich durch ein mittig angebrachtes Drehschubgelenk versinnbildlichen.

## Bauformen
Die unterschiedlichen Bauformen der Radführung unterscheiden sich prinzipiell nicht, ob die Räder gelenkt sind oder nicht.

Der Auslegungsspielraum ist eingeschränkt, wenn die geführten Räder angetrieben sind.

### Starrachse
„Der Begriff Radaufhängung ist erst etwa seit den [19]30er im Automobilbau gebräuchlich ... Früher sprach man von Achsen. Erst mit der Einzelradaufhängung wurde dieser Begriff eingeführt. (Inzwischen) verwendet man (ihn) auch für Starrachsen als eine mögliche Form.“
Bei einer Starrachse sind die Radträger einer Achse über einen starren Achskörper („Achsbrücke“) miteinander verbunden.
Die Achsbrücke ist in der Regel mit Blattfedern oder Kombinationen aus Lenkern am Fahrzeugkörper geführt und diesem gegenüber gefedert. Deichselachsen werden mit  Kugelgelenk in Kombination mit einem Querlenker oder Längslenkerpaar geführt.
Starrachsen mit in der Regel integriertem Differentialgetriebe in etwa chronologischer Reihenfolge:
- Starrachse mit Blattfedern: Führung ausschließlich mittels zwei längs montierter Blattfedern. Eine der Federhälften ist am Fahrzeugaufbau gelenkig gelagert und wirkt als Längsschwinge (Übertragen der Längskräfte; zweites Federende gleitet längs unter Aufbau = Schublager). Die quer-steifen Federn übertragen auch die Querkräfte (ausnahmsweise über Panhardstab). Drehmomente bei Beschleunigen und Bremsen verdrehen die Achse um sich selbst und verformen die Blattfedern S-förmig („Aufziehen“ der Achse).
- Starrachse mit Stablenkern: Für die kinematisch bestimmte Führung einer Starrachse sind vier Stablenker erforderlich.[6] Zwei dieser Lenker können zu einem Dreieckslenker zusammengefasst werden, der die Querführung übernimmt. Gebräuchlich sind auch kinematisch überbestimmte Starrachsen mit vier Längslenkern und  Panhardstab oder Wattgestänge zur Querführung.
- Deichsel-/Schubkugel-/Zentralgelenkachse: Eine am Achskörper starr angebrachte und an ihrem anderen Ende mit einem Kugelgelenk („Schubkugel“, Zentralgelenk) am Fahrzeugaufbau gelagerte Deichsel (oder ein „Schubrohr“) ist die „einfachste Art der Längsführung und Drehmomentabstützung um die Fahrzeug-Querachse“[7] Nur die Querführung bedarf eines zusätzlichen Lenkers (Querblattfeder, Panhardstab o. Ä.) oder Längslenkerpaars. Bei nicht angetriebenen oder De-Dion-Achsen kann der Achskörper gebogen (Smart Fortwo, Alfetta),  geknickt (Panhard) oder gekröpft (Fiat Panda) ausgeführt sein. Eine Variante mit in der horizontalen Ebene nicht fixiertem Zentralgelenk, dafür mit zwei Längslenkern, gab es bei Opel.[8]

### Einzelradaufhängung
Bei der Einzelradaufhängung werden die beiden Räder einer Achse (Vorder oder Hinterachse) unabhängig voneinander geführt. Die Radstellung eines Rads ist von der des anderen unabhängig. Die folgende etwa chronologische Aufstellung ist aber unvollständig:

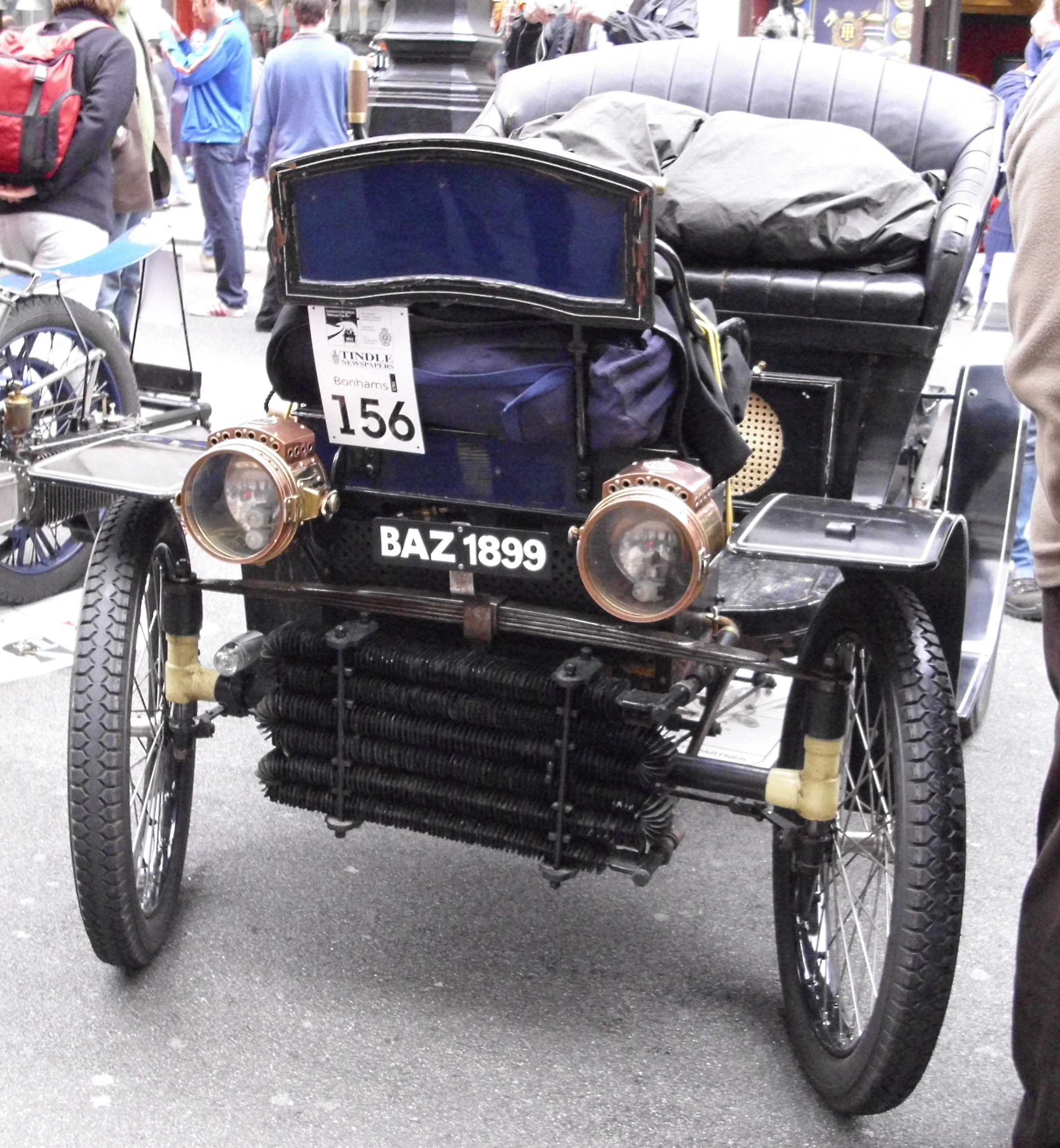
1. Hülsenführung, Decauville, 1902
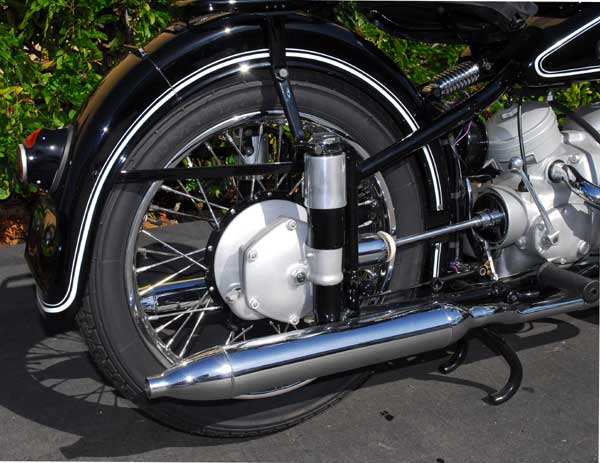
2. Hülsenführung am Hinterrad, BMW R 51/2
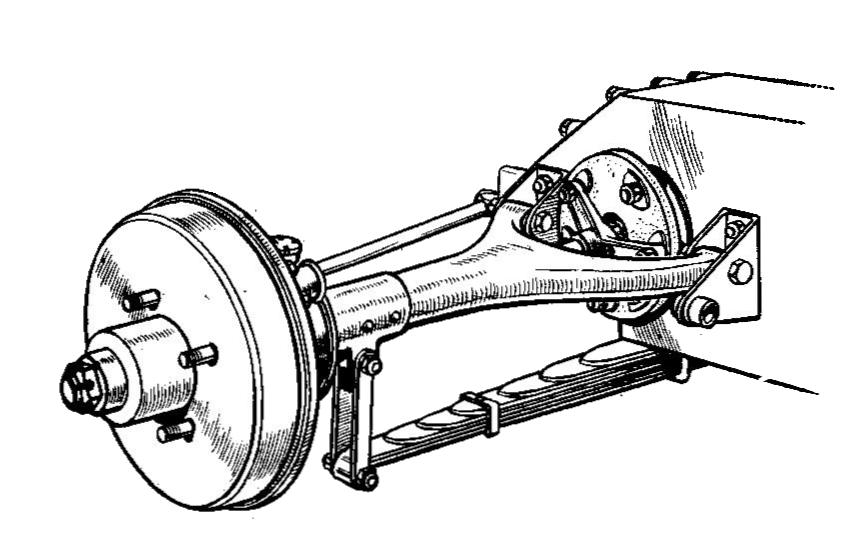
3. Pendelachse (breit gelagerte Querschwinge) eines frontgetriebenen Derby
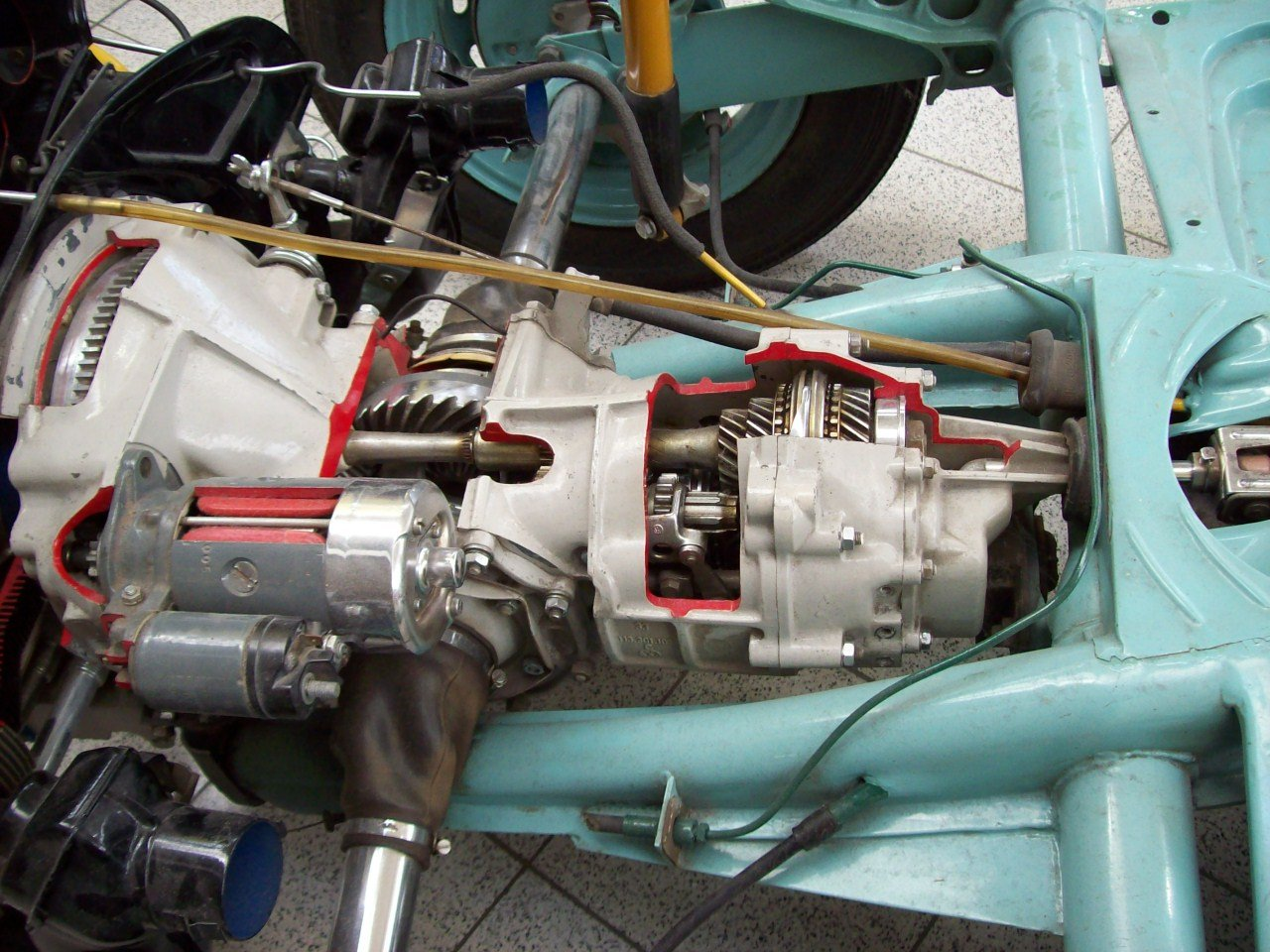
4. Pendelachse des VW-Käfers, Querschwingen = verchromte Rohre, torsionsweiche Längslenker = „Schwerter“ (linker Längslenker hinter braunem Stoßdämpfer)
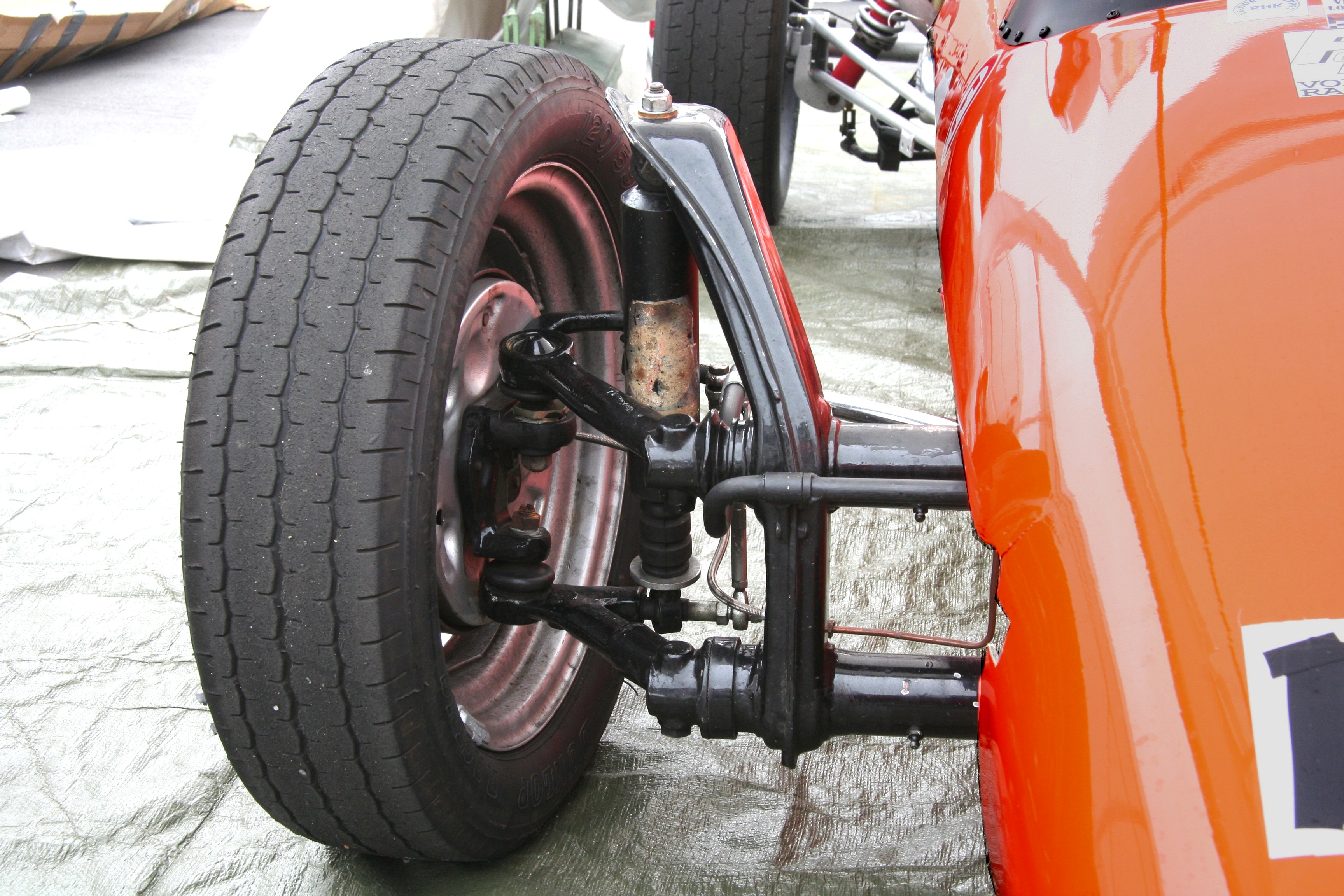
5. Zwei parallele, um die Querachse drehbare Lenker, VW-Käfer/Formel-V-Rennwagen

1. Decauville: Hülsenführung mit Blattfederung (Geradewegfederung).
2. Geradwegfederung am Motorrad, vorn (Teleskopgabel) und hinten.
3. Pendelachse eines frontgetriebenen Derby: je Rad 1 breit gelagerte Querschwinge
4. Pendelachse des heckgetriebenen VW-Käfers: je Rad 1 Querschwinge (Antriebsachse umgreifendes Rohr) und 1 torsionsweicher Längslenker („Schwert“)
5. Kurbellenkerachse eines VW-Käfer/Formel-V-Rennwagens an der Vorderachse: Zwei parallele, um Querachse drehbare Kurbellenker (Dreieckslenker), Lenker mit je einem Kugelgelenk am Radträger angeschlossen, Rad gezogen (VW) oder geschoben.
6. Doppelquerlenkeraufhängung: 2 vorn (oder hinten) breit gelagerte, um Längsachse drehbare Querlenker („Dreieckslenker“), Spurstange.
7. Längslenkerachse: Längslenker an nicht angetriebenem Hinterrad, um Querachse drehbar, breit gelagert und steif dimensioniert, Renault 4
8. Schräglenkerachse als angetriebene Hinterachse: schräg und breit gelagerte Schräglenker verbinden den Radträger mit dem Drehgelenk.
9. MacPherson-Aufhängung am Vorderrad (seltener am Hinterrad): 1 Drehschublenker und 1 breit gelagerter Querlenker („Dreieckslenker“), Spurstange.
10. Mehrlenkerachse: Die derzeit aufwändigsten Bauformen der Radaufhängung verwenden bis 5 einfache Stablenker, um auf diese Weise günstigste Fahreigenschaften[10] zu erreichen. Die Zahl möglicher Ausführungen entspricht überproportional jener der Lenker-Zahl, sodass ein „eindeutiges Eigenschaftsprofil nicht angegeben“ werden kann.[10] Im abgebildeten Beispiel ist ein „Dreieckslenker“ (gelb) enthalten, der noch nicht durch zwei einfache Lenker ersetzt ist.

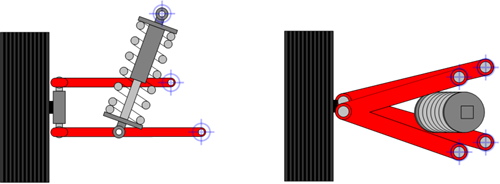
6. 2 breit gelagerte Querlenker („Dreieckslenker“)
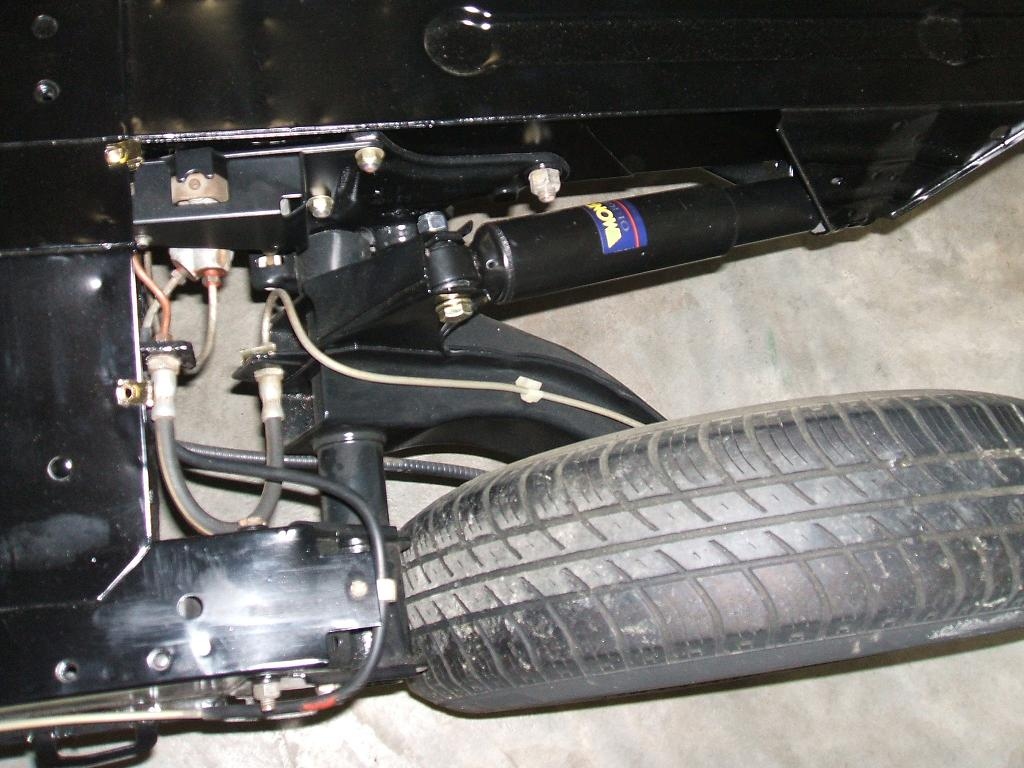
7. Längslenker an linkem Hinterrad (nicht angetrieben), Renault 4
8. Schräglenker an angetriebenen Hinterrädern
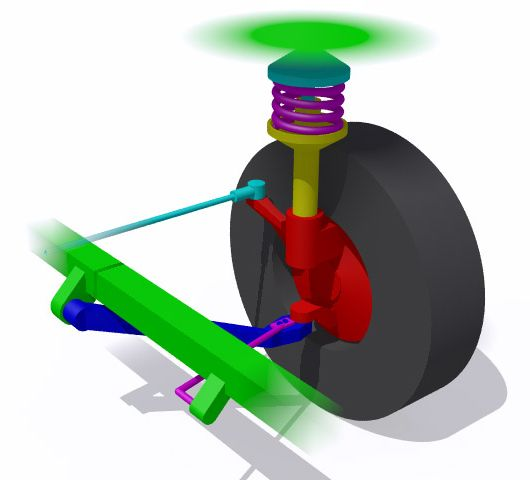
9. MacPherson-Aufhängung eines Vorderrads: 1 Drehschublenker, 1 Dreieckslenker unten, Spurstange
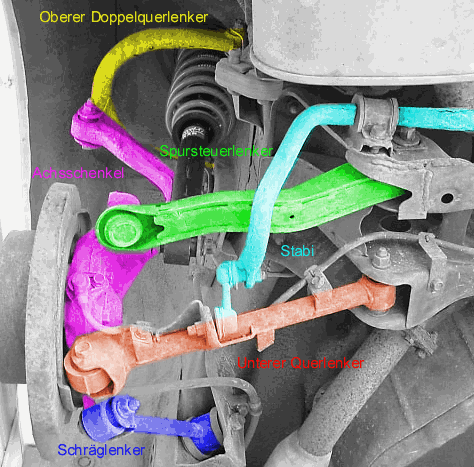
10. hintere Mehrlenkerachse mit drei Einzellenkern und einem „Dreiecksquerlenker“ (gelb), Mitsubishi Galant EA0

### Verbundaufhängungen
Zu den gegenwärtig häufigsten Vertretern aus der Vielzahl möglicher Ausführungen von Verbundaufhängungen zählen die sogenannten „Halbstarrachsen“. Unter diesen etwas ungenauen Begriff fallen die Torsionskurbelachse und die Verbundlenkerachsen als nicht angetriebene Hinterachsen.
Gemeinsames Merkmal dieser Achskonstruktionen sind zwei parallele Längsschwingen, die durch einen biegesteifen aber torsionsweichen Stab (meist mit T- oder U-förmigem Profil) „ecksteif“ miteinander verbunden sind. Je nach Lage des biegesteifen Verbundstabs ähnelt das Verhalten mehr einer Starrachse oder einer Längslenkerachse. Der Sturz zur Straße  bei Kurvenfahrt liegt demnach zwischen diesen beiden Extremen. Der torsionsweiche Verbindungsstab wirkt zusätzlich als Stabilisator.
Die Verbundlenkerachse (die Koppellenkerachse ist lediglich eine Unterart davon) ist wegen ihres einfachen Konzepts (einfache (Schweiß-)Baugruppe mit geringem Raumbedarf, nur zwei Gummilager, kein Achsträger am Fahrzeugaufbau erforderlich) „die kostengünstigste nicht angetriebene Hinterachse überhaupt“. Die anfänglich unbeachtete Neigung zum Übersteuern wegen der Drehung des Achsverbunds um die Hochachse in den elastischen Gummilagern wurde später mit extra zu diesem Zweck entwickelten spurkorrigierenden Lagern im Wesentlichen beseitigt.
Der Verbindungsstab der Torsionskurbelachse (zuerst beim DKW Junior, 1958) hat U-Querschnitt (ursprünglich ein geschlitztes Rohr) und ist an verdrehweichen Schwingen (Schwertern) und einem Panhardstab geführt. Durch die Lage des Verbindungsteils sind die kinematischen Eigenschaften näher an denen einer Starrachse.
Die Verbundlenkerachse erschien 1974 als Hinterradaufhängung am VW Scirocco und am Golf. An den weit auseinanderliegenden Aufhängepunkten der Achseinheit am Fahrzeug sitzen nachgiebige Gummilager. Spurkorrigierende Lager, die unter seitlicher Kraft in Längsrichtung härter werden, gibt es seit 1981, eingeführt im VW Passat B2.
Bei der Hinterachse des Rover P6 war der Achskörper im Gegensatz zu dem einer Starrachse geteilt, das Differential aufbaufest. Die beiden Radträger waren durch ein Drehschubgelenk miteinander verbunden. Die Achse gehört somit zu den Verbundachsen. Zusätzlich zu den vier Stablenkern dienten die Gelenkwellen ohne Längenausgleich als zusätzliche Querlenker.

## Elastokinematik
Bei der Auslegung einer Radaufhängung können nur in einem ersten Arbeitsschritt alle beteiligten Bauteile als starre Körper angesehen werden (Kinematik der starren Körper). Lenker und andere „starre“ metallische Bauteile geben – insbesondere unter Kräften und Momenten, deren Übertragung nicht ihre Hauptaufgabe ist – merklich elastisch nach. Die Lager sind zur Dämpfung von Stößen und Schall absichtlich elastisch nachgebend ausgelegt: Gummilager.
Die Elastizitäten führen zu zusätzlichen Bewegungsfreiheiten, die bei vertiefter Betrachtung unter dem Begriff Elastokinematik in die Auslegung einer Radaufhängung eingehen müssen. Ziel ist, die „unvermeidlichen Verformungen ... zu kompensieren oder sogar in wünschenswerte Bewegungen umzuwandeln.“